# Siloreinigung
Dieser Artikel behandelt die Reinigung von Hochsilos bei der Verwendung als Speicher für landwirtschaftliche Produkte.

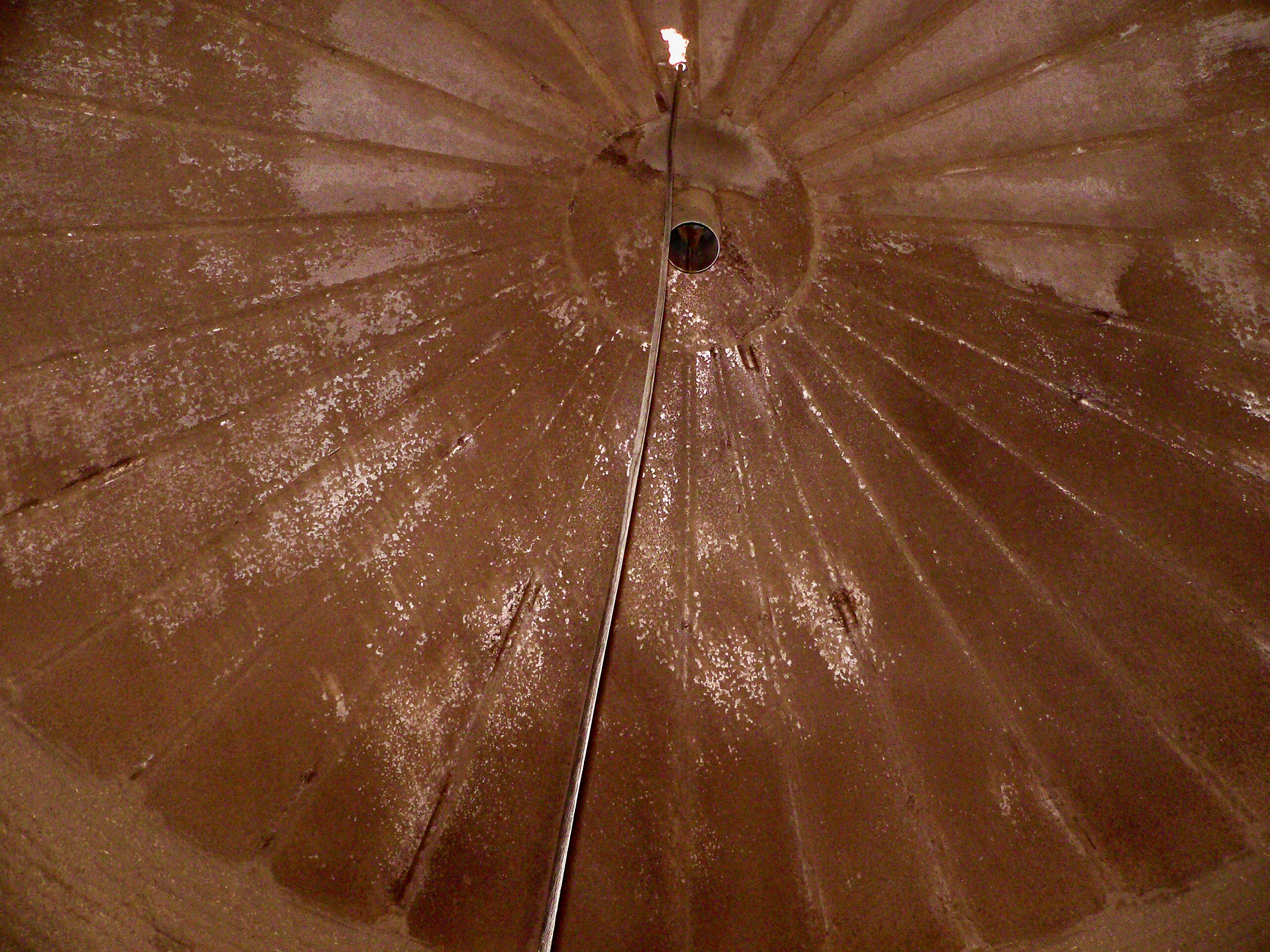
Verschmutztes Getreidesilo von innen

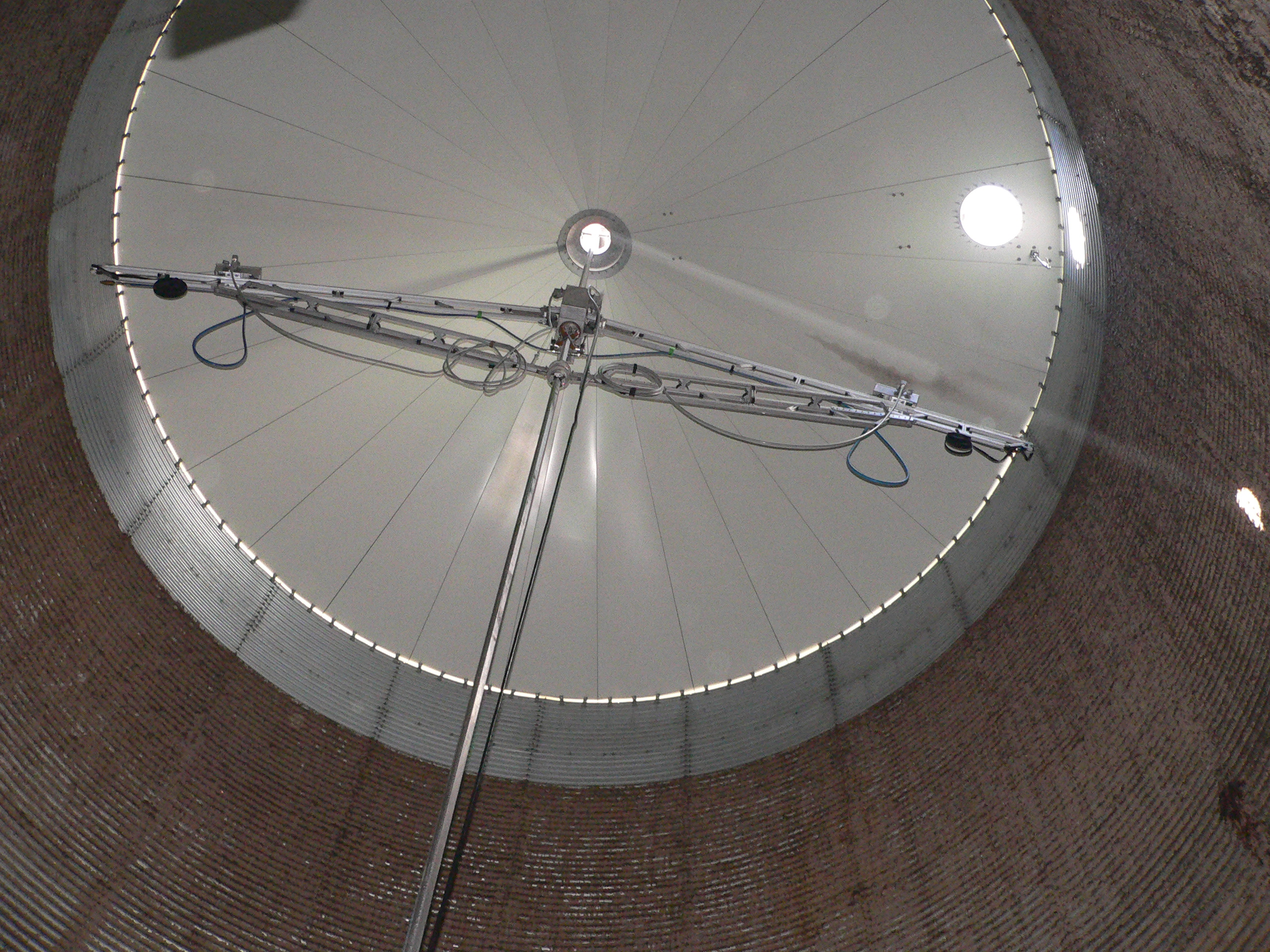
Siloreiniger im Einsatz

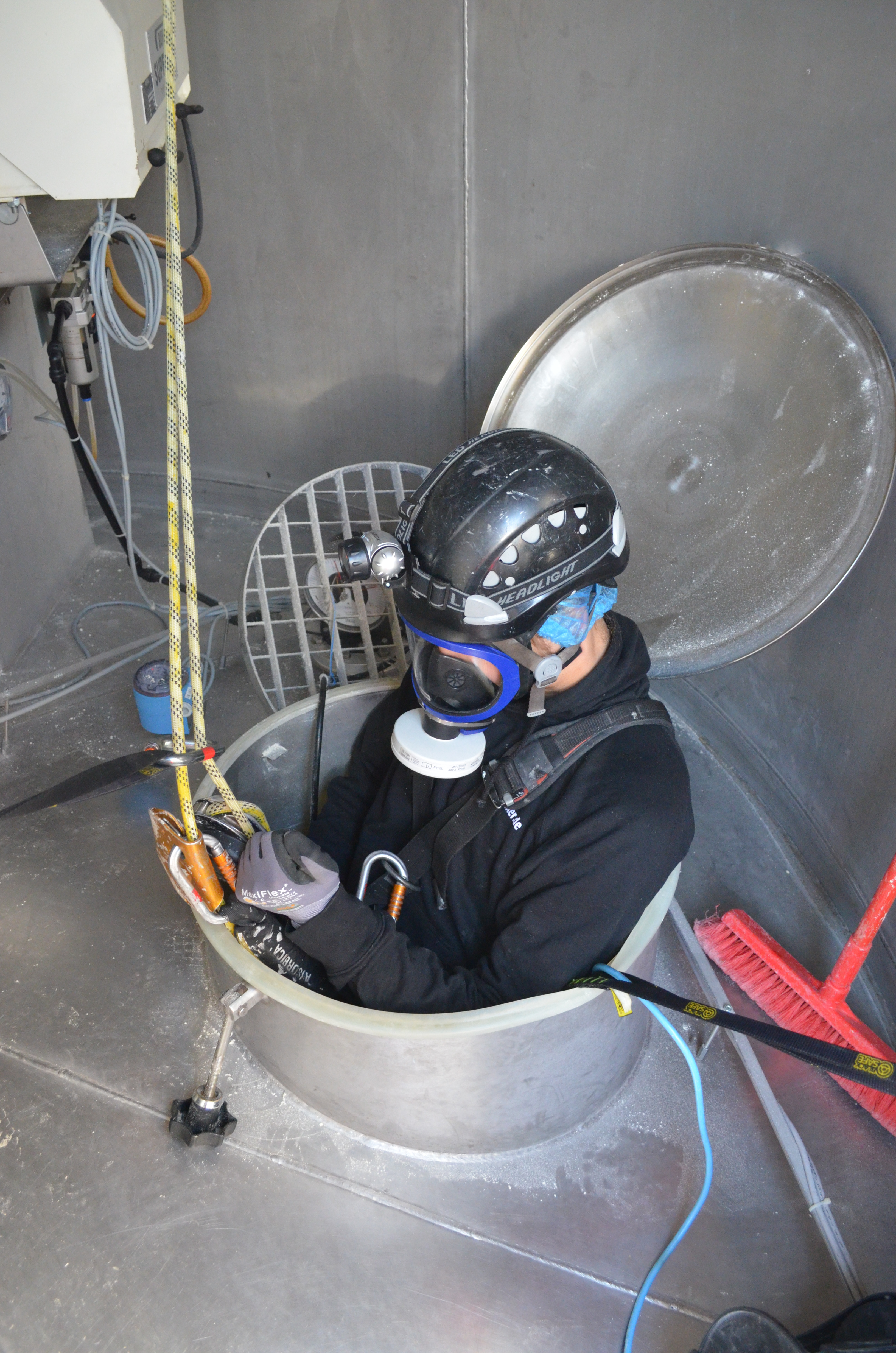
Industriekletterer beim Abseilen in ein Maissilo

Viele Erzeuger bevorzugen die Lagerung ihrer Produkte in einem Außen- bzw. Großraumsilo, da die Überwachung der Temperatur, die Lagerhaltung und die Hygiene darin einfacher zu handhaben sind.

## Industrielle Siloanlagen
Die industrielle Siloreinigung wird seit Beginn des Industriezeitalters durchgeführt. Der Zweck der Siloreinigung ist es, negative Einflüsse durch Rückstände, Anhaftungen oder Produktreste zu vermeiden. Diese müssen vor einer Neubefüllung gründlich entfernt werden. Auch konstruktive Sicherheit spielt bei der Siloreinigung eine große Rolle. Da es zur Zeit der Industrialisierung zu Rohstoffengpässen kam, mussten größere Lagerungskapazitäten geschaffen werden. Da Siloanlagen im Außenbereich starken Witterungseinflüssen ausgesetzt sind, wurde dazu übergangen, hygroskopische Materialien in die jeweiligen Produktionshallen mit einzubeziehen. Auf Grund der technischen Entwicklung gelang es jedoch, die Siloanlagen durch modernere Temperatur- und Regeltechniken sowie verbesserte Isolationsmaterialien vor äußeren Witterungseinflüssen zu schützen.

## Problem
Getreide verliert während der Lagerung Feuchtigkeit. Aufgrund unterschiedlicher Temperaturen inner- und außerhalb des Silos schlägt sie sich als Kondensat an den Wänden nieder und bildet in Verbindung mit dem Getreidestaub eine dicke Schmutzschicht. Die eingeschlossene Nässe löst nicht nur eine Korrosion der Silowand aus und greift damit die bauliche Substanz an, zusätzlich bietet die Schicht an den Wänden einen idealen Nährboden für z. B. Schimmel, Milben und Kornkäfer. Somit entsteht eine erhebliche Gefahr der Verunreinigung nachfolgender Einlagerungen.

## Rechtliche Aspekte
Die Lagerung von landwirtschaftlichen Erzeugnissen ist u. a. in unterschiedlichen EU-Verordnungen zur Lebensmittelhygiene (z. B. Verordnungen (EG) Nr. 178/2002, 852-854/2004) geregelt. Diese besagen, dass die Lebensmittelunternehmer so weit wie möglich sicherstellen müssen, dass Primärerzeugnisse, wie z. B. Getreide, im Hinblick auf eine spätere Verarbeitung vor Kontamination (Verunreinigung) geschützt werden.

## Wirtschaftliche Aspekte
Die Vermarktung unhygienisch gelagerten Getreides birgt die Gefahr, dass der gewerbliche Aufkäufer Getreide wegen kontaminierter Chargen nicht oder nur preismindernd abnimmt. Sollte zusätzlich ein starker Befall des Vorratsgutes festgestellt werden und keine wirksamen Bekämpfungsmaßnahmen mehr eingeleitet werden können, droht der Totalverlust.

## Reinigung
Der notwendige Reinigungsvorgang gestaltet sich aufgrund der Bauhöhe der Silos von bis zu 30 Metern schwierig. Die meisten Betriebe reinigen die Oberfläche mit Hilfe eines innen aufgestellten Gerüsts und eines Besens, hierbei wird aber der Schmutz größtenteils aufgewirbelt und umverteilt. Außerdem stellt die Atemwegsbelastung durch die im Staub enthaltenen Bakterien und Schimmelsporen eine hohe Gesundheitsgefährdung dar. Einige Betriebe beschränken die Reinigung darauf, mit einem großen Hammer gegen die Außenwände des Silos zu schlagen, um so die Schmutzschicht zu lösen. Diese Methode erscheint aber hinsichtlich des Bestrebens der Erhaltung betrieblicher Werte und der Erzielung eines tragbaren Ergebnisses fragwürdig.
Für Behälter bis zu 25 m gibt es die Möglichkeit der mechanischen Reinigung. Hierbei wird im Silo ein mit Rotationsdüsen ausgestatteter Roboter installiert. Unter Hochdruck wird dann mit Hilfe von Wasser die Schmutzschicht abgetragen.

## Alternative Arbeitsverfahren
1. Fisat- oder IRATA-geprüfte Industriekletterei – Seilarbeitstechniken
2. Montage einer Befahranlage oder eines Zugkorbs
3. Seilhebezugtechniken in der Silobefahrung
4. Hochdruck- und Höchstdruckstrahltechniken ohne Siloeinstieg mit diversen Lanzensystemen

Zugänge mit Strickleitern oder ähnlichen Behelfsmitteln entsprechen nicht den Vorschriften der Berufsgenossenschaft.